# Георгиевский собор (Каменец-Подольский)
Свято-Георгиевский собор — православный храм в городе Каменец-Подольский, кафедральный собор Каменецкой и Городокской епархии УПЦ МП, памятник архитектуры национального значения.

## История
Каменецкая церковь во имя святого Георгия Победоносца была построена с 1851 по 1861 годах рядом со старой деревянной церковью, которую позже разобрали, а на её месте установили каменный памятник с крестом.
В 1851—1854 годах строительство велось под надзором епархиального архитектора Антона Островского, а 1854—1861 годах сооружением занимались архитекторы Николай Кулаковский и Николай Корчевский.

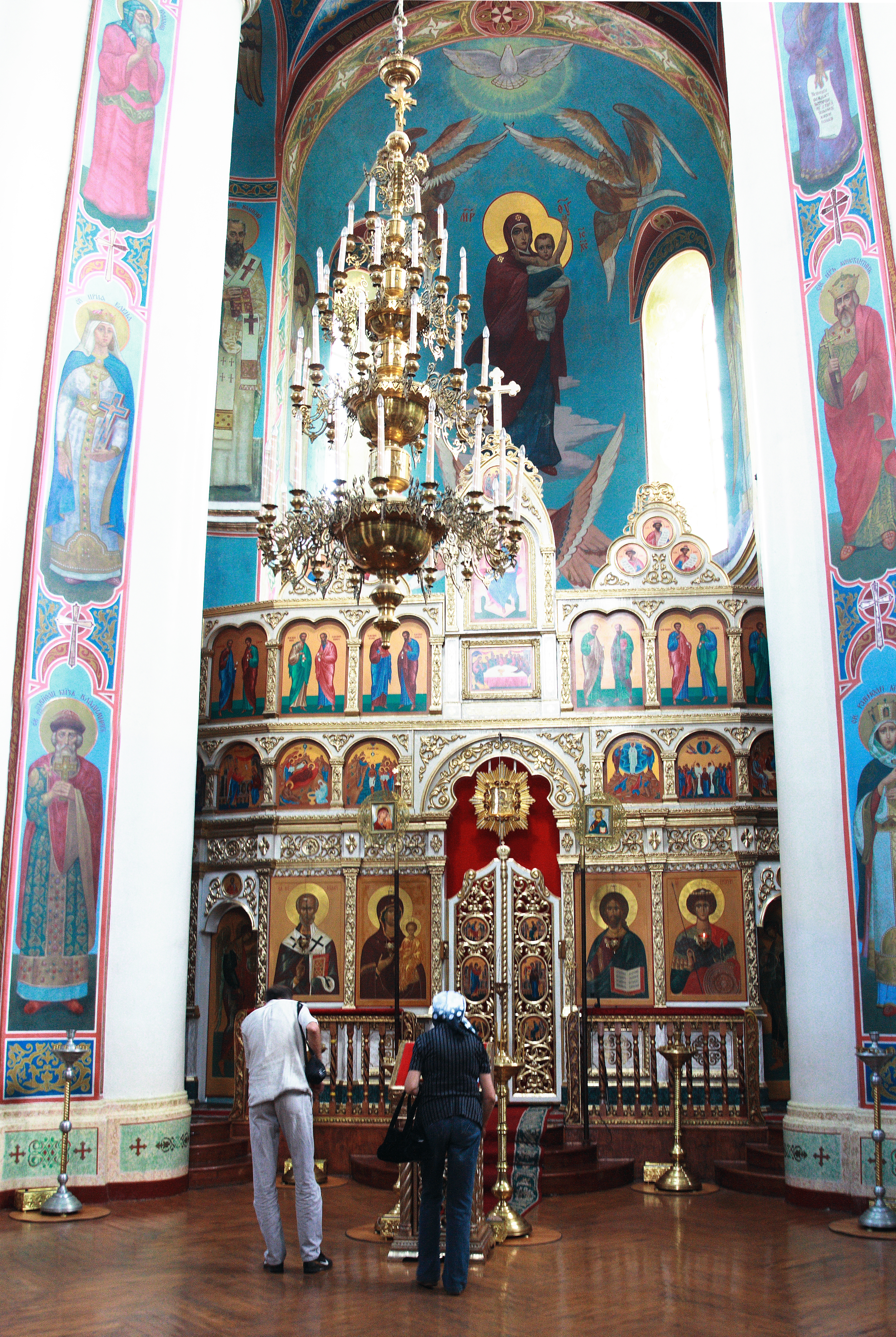
Интерьер Георгиевского собора

Здание украшено пятью куполами, четырёхстолпное, с одной полукруглой апсидой и тремя притворами (северный, южный и западный). В плане здание представляет восьмиконечный крест. Фасады декорированы в стиле русской архитектуры XVII ст. с применением щипцовых завершений, кокошников, полуколонок с перспективными арками на профилированных импостах. Высокие шатровые крыши, декорированные люкарнами придали нарядный вид церкви, которая стала архитектурной доминантой одно- и двухэтажной жилищной застройки города.
В 1863 году на запад от церкви была достроена каменная надвратная этажная колокольня. В её нижнем этаже находились два жилых помещения, в третьем этаже — шесть колоколов. В 1877 году был установлен новый иконостас, иконы для которого были написаны академиком византийской живописи Васильевым. В том же году был установлен дубовый пол. В 1884 году неизвестным автором были расписаны стены и купола. В 1911 году художник Д. Жудин расписал алтарь и предалтарную часть. Оформление фасадов сделано в соответствии с архитектурным декором церкви.
В 1935 году часть церкви была изъята у православной общины и предоставлена властями Должокскому спиртзаводу. С 1936 года церковь частично использовалась для хранения зерна, позже — как склад соли. В 1983—1990 годах в Георгиевской церкви размещался планетарий.
В октябре 1990 года городской совет передал здание Украинской православной церкви Московского патриархата. После возвращения церкви верующим в ней было ликвидировано перекрытие, которое образовывало второй этаж, установлен иконостас, в интерьере сделаны новые росписи.